# ГЕС Роккі-Крік/Чедар-Крік
ГЕС Роккі-Крік/Чедар-Крік — комплекс із двох гідроелектростанцій у штаті Південна Кароліна (Сполучені Штати Америки). Знаходячись між ГЕС Грейт-Фолс/Дерборн (вище по течії) та ГЕС Ватірі, входить до складу каскаду на річці Катавба (в нижній течії Ватірі), яка дренує східний схил хребта Блу-Рідж (Аппалачі) та є лівим витоком річки Санті (впадає до Атлантичного океану за шість десятків кілометрів на північний схід від Чарлстону).
У районі станції у річці зведена бетонна водозливна гребля П-подібної форми висотою 21 метр та загальною довжиною 554 метри. Її паралельні до русла бічні частини довжиною 202 метри та 40 метрів разом з берегами долини формують короткі підвідні канали до двох машинних залів. Гребля утримує водосховище з площею поверхні 3 км2 та корисним об'ємом 2,7 млн м3.
Біля правого берегу розташований введений у експлуатацію в 1909 році машинний зал Роккі-Крік з вісьмома турбінами типу Френсіс — шістьома потужністю по 3 МВт та двома з показником по 4,5 МВт (загальна номінальна потужність залу рахується як 25,8 МВт).  А в 1926 році біля лівого берегу став до ладу машинний зал Чедар-Крік з трьома турбінами того ж типу, одна з яких номінована на 15 МВт, а дві мають потужність по 18 МВт (у цілому для ГЕС Чедар-Крік потужність рахується як 43 МВт). Можливо також відзначити, що максимальний рівень поверхні у водосховищі Чедар-Крік становить 86,7 метра НРМ, а у розташованому далі резервуарі Ватірі — 68,7 метра НРМ.
Зв'язок з енергосистемою відбувається по ЛЕП, розрахованих на роботу під напругою 44 кВ (Роккі-Крік) та 100 кВ (Чедар-Крік).